# Xã Galva, Quận Henry, Illinois
Xã Galva (tiếng Anh: Galva Township) là một xã thuộc quận Henry, tiểu bang Illinois, Hoa Kỳ. Năm 2010, dân số của xã này là 2.837 người.